# Стренчи
Стренчи (произношение) (на латвийски: Strenči) е град в североизточна Латвия, намиращ се в историческата област Видземе и в административния район Валка. Градът се намира на 126 km от столицата Рига.